# Lee Friedlander
Lee Friedlander (ur. 14 lipca 1934 w Aberdeen, stan Waszyngton) – amerykański fotograf i artysta.